# West Salem (Salem, Oregon)
West Salem Oregon állam fővárosának, Salemnek a része. 2012-ben 24 183 lakosa volt.

## Története
Városi rangot 1913-ban kapott, 1949-ben pedig összevonták Salemmel. A posta 1938 és 1952 között működött. Az egykori városháza szerepel a történelmi helyek jegyzékében; az épületet irodaházzá alakították át.

## Oktatás
A városrész diákjai a Salem–Keizeri Tankerület iskoláiban tanulnak.

## Közlekedés
West Salemet a város többi részével a Marion és Center utcai hidak kötik össze. A városrészen két országút (22-es és 221-es) halad keresztül.

## Fordítás
- Ez a szócikk részben vagy egészben  a   West Salem, Salem, Oregon című angol Wikipédia-szócikk ezen változatának fordításán alapul.  Az eredeti cikk szerkesztőit annak laptörténete sorolja fel. Ez a jelzés csupán a megfogalmazás eredetét és a szerzői jogokat jelzi, nem szolgál a cikkben szereplő információk forrásmegjelöléseként.